# Cabdill galtablanc
El cabdill galtablanc (Poecilotriccus albifacies) és un ocell de la família dels tirànids (Tyrannidae).

## Hàbitat i distribució
Habita la selva pluvial i bosquets de bambú del sud-est del Perú.